# Fillmore (Missouri)
Pour les articles homonymes, voir Fillmore.
Fillmore est une ville du comté d'Andrew, dans le Missouri, aux États-Unis,. Située à l'est du comté, elle est incorporée en 1873.

## Démographie
Lors du recensement de 2010, le village comptait une population de 184 habitants. Elle est estimée, en 2016, à 185 habitants.

## Source de la traduction
- (en) Cet article est partiellement ou en totalité issu de l’article de Wikipédia en anglais intitulé « Fillmore, Missouri » (voir la liste des auteurs).